# Zamach w Jamrud (27 marca 2009)
Zamach bombowy w Jamrud miał miejsce 27 marca 2009. W ataku terrorystycznym zginęło 48 osób, choć faktyczna liczba ofiar mogła wzrosnąć nawet do 70. Około 100 ludzi odniosło rany.

## Tło
Jamrud to miasto leżące na plemiennym terytorium Pakistanu przy granicy z Afganistanem nieopodal Przełęczy Chajberskiej. Przez to miasto biegnie droga transportowa NATO z Peszawaru do Afganistanu. W okolicach miasta w lutym 2009 talibowie wysadzili most nad przełęczą, gdzie w tym czasie armia pakistańska prowadziła ofensywę.

## Atak
Zamachowiec-samobójca wszedł do meczetu, w którym znajdowało się na nabożeństwie ok. 205 wiernych i następnie wysadził się w powietrze. Miejscowa ludność zarzucała wykonanie ataku protalibskim bojówkom. Do ataku przyznało się ugrupowanie Tehrik-e-Taliban, którego dowódcą jest Baitullah Mehsud. Ugrupowanie to stoi za licznymi zamachami, a także zamordowało m.in. polskiego inżyniera Piotra Stańczaka.

## Reakcje
Prezydent Pakistanu Asif Ali Zardari oraz premier Raza Giliani stanowczo potępili zamach samobójczy. Obiecali także, że sprawcy zostaną osądzeni. Asfandyar Wali Khan powiedział, że tego typu zamachu pokazują, że nie jest to wojna dla islamu i szariatu, czy dżihadu, ale wojna przeciwko ludzkości.